# Elección parcial de Gatton de 1803
La elección parcial de Gatton de 1803 fue una elección para ocupar el escaño en la Cámara de los Comunes del Reino Unido que se llevó a cabo el 24 de enero de 1803.
El distrito parlamentario de Gatton era conocido como un "distrito podrido" o "de bolsillo" controlado por el señor feudal de Gatton, sir Mark Wood. Este distrito contaba con un máximo de siete votantes, todos arrendatarios de Wood. En las elecciones generales de 1802, Wood postuló tanto a sí mismo como a su cuñado, James Dashwood. Ambos pertenecían a la facción conservadora liderada por William Pitt el Joven. A petición de Pitt, Dashwood renunció a su escaño poco después de las elecciones para cederlo a Philip Dundas.

## Resultado
Philip Dundas esperaba ser elegido sin oposición, pero la situación cambió cuando el abogado y reformador Joseph Clayton Jennings se involucró inesperadamente en la contienda. Jennings afirmó contar con el apoyo de un votante que aseguraba tener derecho a votar a su favor. Para contrarrestar esta sorpresa, también se trajo un votante en apoyo de Dundas. James Dashwood, quien actuó como oficial electoral, rechazó la papeleta de Jennings, y Dundas fue elegido oficialmente con un solo voto a su favor.
Dos años después, Dundas dejó su escaño al partir hacia la India, lo que generó otra elección parcial en Gatton. En esta ocasión, Mark Wood logró asegurar el escaño para William Garrow, un abogado reformista, quien fue elegido sin oposición. Así, Garrow obtuvo su primera entrada al Parlamento.